# William Wisher Jr.
William H. Wisher Jr, noto anche come Bill Wisher, (California, 1º settembre 1958) è uno sceneggiatore statunitense.
Egli è principalmente conosciuto per il suo lavoro con Randall Frakes e James Cameron in Terminator e Terminator 2 - Il giorno del giudizio, ove appare anche in piccoli cameo. I suoi lavori più apprezzati furono nei film Dredd - La legge sono io, L'esorcista e L'esorcista - La genesi . Inoltre è stato uno dei tanti sceneggiatori de film Superman Lives.

## Filmografia parziale

### Soggetto
- L'esorcista - La genesi (Exorcist: The Beginning), regia di Renny Harlin (2004)
- Dominion: Prequel to the Exorcist, regia di Paul Schrader (2005)

### Sceneggiatore
- Terminator 2 - Il giorno del giudizio (Terminator 2: Judgment Day), regia di James Cameron (1991)
- Dredd - La legge sono io (Judge Dredd), regia di Danny Cannon (1995)
- Il 13º guerriero (The 13th Warrior), regia di John McTiernan (1999)
- I.T. - Una mente pericolosa, regia di John Moore (2016)

### Produttore esecutivo
- Die Hard - Vivere o morire (Live Free or Die Hard), regia di Len Wiseman (2007)

### Attore
- The Reunion, regia di Mike Talbot (1977)
- Xenogenesis, regia di James Cameron e Randall Frakes - cortometraggio (1978)
- Terminator, regia di James Cameron (1984)
- The Abyss, regia di James Cameron (1989)

## Doppiatori italiani
Nelle versioni in italiano delle opere in cui ha recitato, William Wisher Jr. è stato doppiato da:
- Claudio Trionfi in Terminator
- Angelo Maggi in The Abyss